# Réticulum (organe)
Pour les articles homonymes, voir Réticulum et Bonnet.

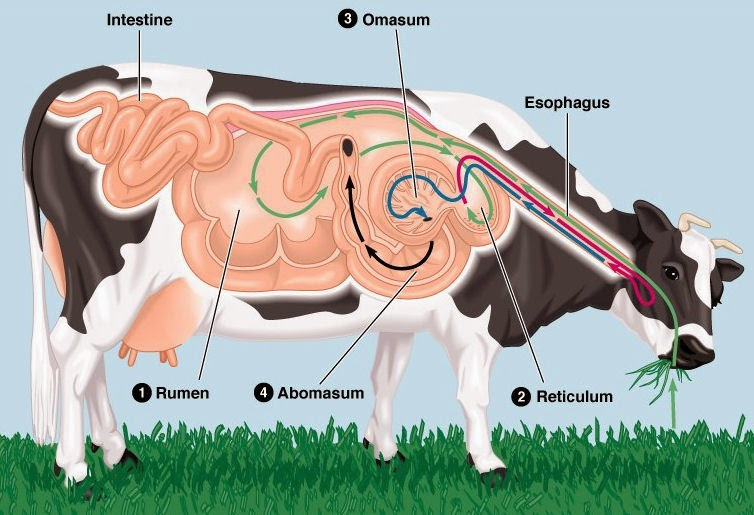
Estomac polygastrique des ruminants. Le tube digestif est caractérisé par la présence de deux ou trois pré-estomacs non sécrétoires (successivement le rumen, le réticulum et l'omasum chez la vache) en amont d'un estomac sécrétoire (l'abomasum) comparable à l'estomac des Monogastriques.

Le système de digestion des Ruminantia est très complexe et est constitué de plusieurs pré-estomacs et du vrai estomac, la caillette ou abomasum. Le réticulum ou réseau, appelé aussi bonnet, est le second pré-estomac et peut être considéré comme une partie d'un organe unique appelé réticulorumen. Jouant le rôle d'un tamis, il contrôle la sortie des matières venant du rumen (ou panse), le premier pré-estomac, vers celui du feuillet (ou omasum), le troisième. Les particules pouvant passer ne doivent pas mesurer plus d'1 ou 2 mm.

## Maladie des corps étrangers

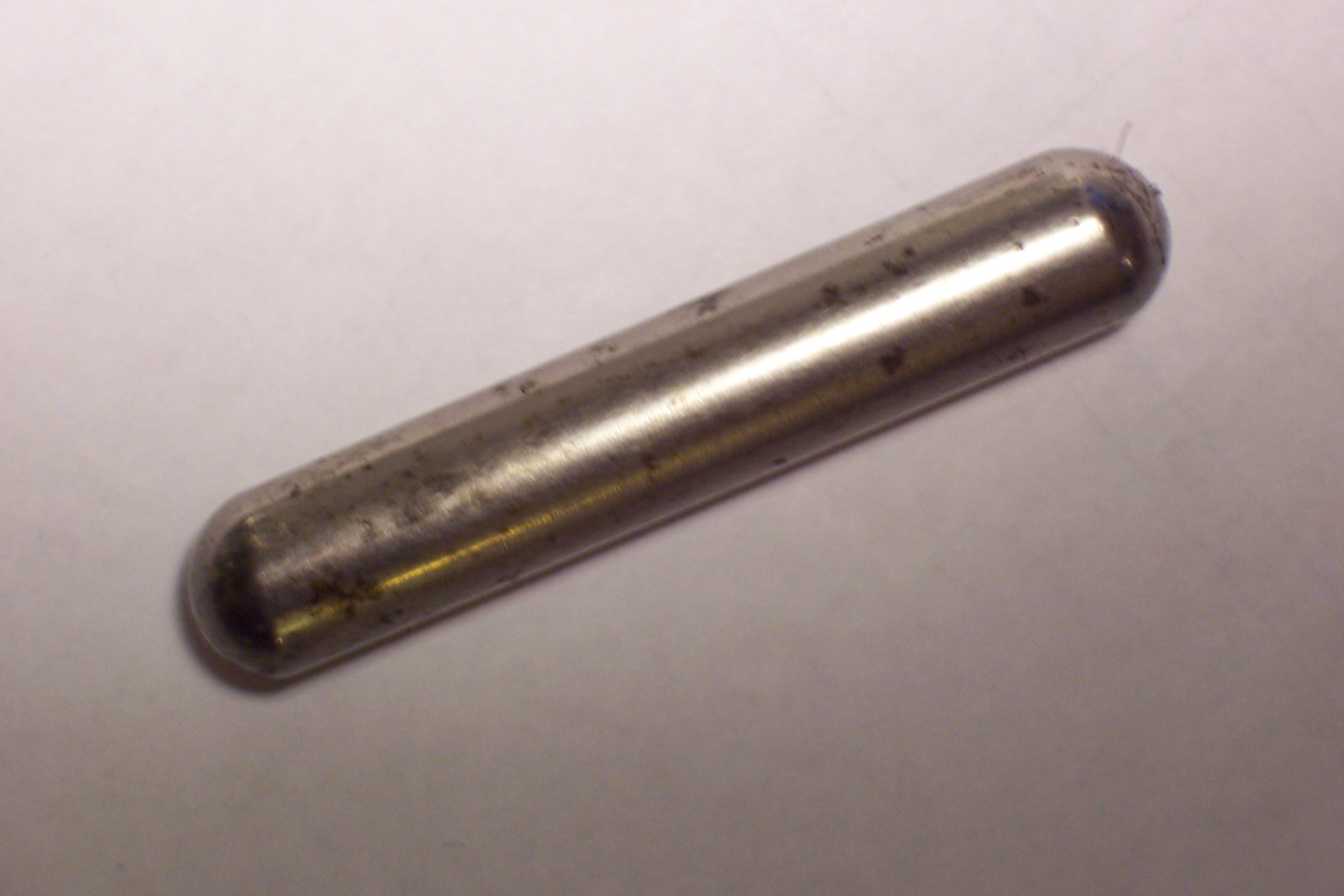
Un traitement préventif contre ces lésions consiste en l'introduction dans la panse des bovins d'aimants à capter les déchets métalliques.

Contrairement aux ovins, les bovins sont des ruminants incapables de trier leur nourriture, ce qui les rend particulièrement vulnérables à l'ingestion de déchets métalliques ou non métalliques (ficelles, plastiques). L'ingestion de pièces métalliques pointues (petits fils de fer de pneus usagés tombés dans le fourrage ensilé, morceaux de clôture tombés au sol et prélevés lors du fauchage, vis, clous, canettes de boisson coupées dans une mélangeuse, etc.) est source de douleurs et provoque de graves lésions. Elle peut conduire à la perforation de la paroi du réticulum et provoquer des péritonites et des péricardites, pathologie connue sous le nom de réticulopéritonite traumatique.
En France, 7 à 20 % des bovins, soit près de 2 millions de vaches, sont concernés par l'ingestion de déchets métalliques selon un rapport de l'Anses publié en 2021 à la suite d'une saisine par l'association Robin des Bois. « Ainsi, chaque année, environ 30 000 carcasses sont totalement ou partiellement écartées de la consommation quand les animaux arrivent à l'abattoir, du fait de la présence de lésions liées à l'ingestion de ces corps étrangers. De plus, les corps étrangers et les lésions associées provoquent la mort d’environ 29 000 bovins par an à la ferme, sans valorisation possible ».

## Galerie
| |
| Système digestif d'un ruminant (vache). m. Œsophage. v. Rumen ou panse. n. Réticulum ou réseau. b. Omasum ou feuillet. l. Abomasum ou caillette. t. Début des intestins. |

| |
| Paroi interne du réticulum d'un impala : la muqueuse possède de nombreuses crêtes réticulaires formant des alvéoles penta- ou hexagonales, d'où le nom de réseau. |

### Articles digestifs
- Appareil digestif